# Либеральная партия (Молдова, 1995—2003)
Либеральная партия (рум. Partidul Liberal) — правоцентристская политическая партия в Республике Молдова. До 24 марта 2002 года носила название Партия возрождения и согласия Молдовы. 19 июля 2003 года Либеральная партия вошла в состав Альянса «Наша Молдова».

## Состав
Либеральная партия была создана в результате присоединения политических партий к Партии возрождения и согласия Молдовы: Социал-либерального союза «Forța Moldovei» и Национальной крестьянской христианско-демократической партии.

## Руководство
- Вячеслав Унтилэ — председатель ЛП
- Мирча Снегур — почётный председатель ЛП
- Влад Чобану — председатель Национального совета ЛП
- Владимир Брага — генеральный секретарь ЛП
- Валериу Муравский — вице-председатель Национального совета ЛП
- Виталия Павличенко — вице-председатель Национального совета ЛП
- Анатолий Цэрану — вице-председатель Национального совета ЛП
- Михаил Северован — вице-председатель Национального совета ЛП